# Justin H. Min
Justin Hong-Kee Min (Cerritos, 20 de março de 1990) é um ator estadunidense. Ele começou sua carreira de ator com papéis em várias produções de Wong Fu. Ele é conhecido por interpretar Ben Hargreeves na série original da Netflix The Umbrella Academy (2019–2024) e por interpretar o papel-título em After Yang (2021).

## Infância e educação
Min é um coreano-americano de segunda geração de Cerritos, Califórnia. Ele também é primo de segundo grau de Ashley Park.
Ele se formou na Cerritos High School em 2007. Ele então frequentou a Cornell University, onde atuou na Assembleia de Estudantes como o Liaison da Minoria; ele se formou na Faculdade de Artes e Ciências da escola em 2011 com diplomas em Governo e Inglês.

## Carreira
Antes de atuar, Min foi jornalista e fotógrafo de várias revistas. Ele completou trabalhos de fotografia para o JAM Awards, inVISIBLE e The Served.
Min começou a atuar em 2012. Seus primeiros papéis incluem aparições nas séries de TV Faking It, CSI: Cyber e Pure Genius. Ele é um colaborador da Wong Fu Productions, uma produtora independente com sede em Los Angeles, tendo estrelado seu curta-metragem de 2017 How I Became an Adult e sua websérie de 2019 Dating After College, entre outros projetos.
Em 2019, Min começou a estrelar a série da Netflix The Umbrella Academy como Ben Hargreeves. Ele foi promovido ao elenco principal, de personagem recorrente, na segunda temporada. Como o personagem só foi mostrado em flashbacks nos quadrinhos, Min não fez parte da publicidade inicial da série para manter seu papel em segredo. Min também usou o papel expandido no programa de televisão para desenvolver o personagem "do zero", e trabalhou em estreita colaboração com Ethan Hwang, que interpretou um jovem Ben, para garantir uma "essência semelhante".
Em abril de 2019, foi anunciado que Min havia sido escalado para um papel principal no filme de ficção científica After Yang, estrelado por Colin Farrell. O filme deveria ser lançado em 2020, mas foi adiado para 2021 devido à pandemia de COVID-19.
Min participou da segunda temporada de Debeulseu peullaen, um reality show coreano de competição da Netflix, transmitido em maio de 2025.

## Filmografia

### Cinema
| Ano  | Título            | Papel       | Notas              |
| ---- | ----------------- | ----------- | ------------------ |
| 2016 | Rebirth           | Intern #2   |                    |
| 2021 | After Yang        | Yang        |                    |
| 2023 | Shortcomings      | Ben Tagawa  |                    |
| 2024 | The Greatest Hits | David Park  |                    |
| 2024 | Detained          | Isaac Barsi |                    |
| 2024 | Turn Me On        | Christopher |                    |
| 2025 | Getaway           |             |                    |
| 2025 | Handle With Care  | Cole        |                    |
| 2025 | Lost in Starlight | Jay (voz)   | Dublagem em inglês |

### Televisão
| Ano       | Título                       | Papel          | Notas                                                                          |
| --------- | ---------------------------- | -------------- | ------------------------------------------------------------------------------ |
| 2014      | Discord and Harmony          | Michael        | Episódio: "You Think You Know Someone"                                         |
| 2014      | Faking It                    | Bobby          | Episódios: "The Ecstasy and the Agony", "Busted"; as Justin Min                |
| 2015      | CSI: Cyber                   | College Kid    | Episódio: "Crowd Sourced"                                                      |
| 2016      | Pure Genius                  | Eugene         | Episódio: "Bunker Hill, We Have a Problem"                                     |
| 2018      | Beerfest: Thirst for Victory | Kyle           | Filme para televisão                                                           |
| 2019–2024 | The Umbrella Academy         | Ben Hargreeves | Papel recorrente (temporada 1), papel principal (temporadas 2–4); 36 episódios |
| 2019      | Dating After College         | Cameron        | Miniseries; main role; 7 episódios                                             |
| 2020      | New Amsterdam                | Jason Huang    | Episódio: "Liftoff"                                                            |
| 2023      | Beef                         | Edwin          | Papel recorrente                                                               |
| 2025      | Debeulseu peullaen           | Participante   | Segunda temporada                                                              |

### Podcast
| Ano  | Título             | Papel       | Notas            |
| ---- | ------------------ | ----------- | ---------------- |
| 2022 | Love and Noraebang | Jaesun Choi | Papel recorrente |